# Почётный гражданин города Барановичи
Почетный гражданин города Барановичи.

## История
Первым Почетным гражданином города стал польский лидер Юзеф Пилсудский. Это решение было принято Барановичской городской Радой в День Независимости Польши, 11 ноября 1924 года  .

## Список

### Республика Польша(1918-1939)
- Юзеф Пилсудский (1924)

### БССР
- Георгий Холостяков (1954)
- Александр Волошин (1975)
- Арсений Никитин (1975)
- Иван Андреев (1981)
- Владимир Борисов (1984)

### Республика Беларусь
- Владимир Заломай (1999)
- Владимир Царюк (1999)
- Георгий Цапаев (2000)
- Евгений Селивончик (2001)
- Николай Клименко (2005)
- Анатолий Ильин (2006)
- Василий Куркин (2010)